# Schneider Attila
Schneider Attila (1955. április 14. – 2003. július 8.) magyar nemzetközi mester sakkozó, kétszeres magyar bajnok, sakkszakíró.
Schneider Attila nemzetközi mesterként kétszer nyert magyar bajnokságot (1982, 1990), a magyar válogatott tagjaként bronzérmet szerzett az 1983-as plovdivi Európa-bajnokságon. 1982-ben Schneider Attila győzelmével – a moszkvai Burevesztnyiket legyőzve – BEK-győztes lett Budapesten a Budapesti Spartacus sakkcsapata. Ezen a csapatmeccsen a magyar nemzetközi mester ellenfele a korábbi ifjúsági világbajnok és nemzetközi nagymester Szergej Dolmatov, az orosz válogatott jelenlegi kapitánya volt. Ez idő tájt a sokszoros bajnokcsapat, a Budapesti Spartacus egyik legjobbja volt, a női válogatottat is edzette.

## Szakírói munkássága
Sakkirodalmi tevékenysége is igen gazdag. Első műve, melyet Sápi Lászlóval írt, a Sárkány Útja. Ezt követően több sikeres könyve jelent meg, melyek mellett háromnyelvű honlapját, a Sakk-klinikát is útjára indította.

### Megjelent könyvei
- A sárkány útja I-IV[4]
- A félig nyílt megnyitások[5]
- Semi-Open Games, Caissa Chess Books, Kecskemét, 2003
- A mattadás művészete
- A megnyitások kincsesháza – Nyílt megnyitások 1. e4 e5., Caissa Sakk-Könyvkiadó, Kecskemét, 2002
- A sakk romantikája, Kalandor kiadó, 2004. ISBN 963-955-710-2
- A szicíliai védelem I.
- A szicíliai védelem II., Caissa Kft., Kecskemét (2004)
- Sakk-kávéház – Nyitva: 2 lépéstől 10-ig, Caissa Kft., Kecskemét, 1999